# هجرة دراويش
هجرة دراويش هي إحدى مراكز حصاة قحطان التابعة لمحافظة الرين. 

## الموقع
تقع في شمال غرب الحصاة القصوى، وتبعد عن مويسل 11 كم و هجرة طريف حوال 21 كم.